# Minysynchiropus kiyoae
Minysynchiropus kiyoae är en fiskart som först beskrevs av Hans W. Fricke och Zaiser, 1983.  Minysynchiropus kiyoae ingår i släktet Minysynchiropus och familjen sjökocksfiskar. Inga underarter finns listade i Catalogue of Life.